# Neolimnia nitidiventris
Neolimnia nitidiventris är en tvåvingeart som beskrevs av Tonnoir och Malloch 1928. Neolimnia nitidiventris ingår i släktet Neolimnia och familjen kärrflugor. Inga underarter finns listade i Catalogue of Life.